# Sedemkotnik
Sédemkótnik ali sedmerokótnik ali s tujko héptagon (starogrško heptagōnos, iz hepta – sedem in gōnos – tak, ki ima kote) je v ravninski geometriji mnogokotnik s sedmimi stranicami, sedmimi oglišči in sedmimi notranjimi koti. 
Sedemkotnik včasih imenujejo tudi septagon, kjer je predpona sept- (elizija številčne predpone septua-, izvedene iz latinščine).

## Splošne značilnosti
V pravilnem sedemkotniku so vse stranice in koti enaki, notranji kot pa znaša 5π/7 radianov, oziroma 128 4/7 = 128,5714286... stopinj. Vsota notranjih kotov v preprostem sedemkotniku je enaka:
{\displaystyle S_{7}=(7-2)\cdot 180^{\circ }=900^{\circ }\!\,.}
Njegov Schläflijev simbol je {7}.
Dolžina stranice {\displaystyle a\,\!} je:
{\displaystyle a=2R\sin {\frac {\pi }{7}}\approx 0,86777R\!\,,}
kjer je R polmer očrtane krožnice.

## Obseg
Obseg sedemkotnika z dolžino stranice {\displaystyle a\,\!} je:
{\displaystyle o=7a\!\,.}

## Ploščina
Ploščina pravilnega sedemkotnika z dolžino stranice {\displaystyle a\,\!} je:
{\displaystyle p={\frac {7}{4}}\,\operatorname {ctg} \,\left({\frac {\pi }{7}}\right)a^{2}\approx 3,63391a^{2}\!\,.}
To se lahko vidi, če se razdeli sedemkotnik s stranico dolžine 1 na sedem trikotniških rezin z vrhovi v središču in ogliščih sedemkotnika, potem pa se vsak trikotnik s pomočjo apoteme kot skupne stranice razdeli na pol. Dolžina apoteme je polovica kotangensa {\displaystyle \pi /7\,}, ploščina vsakega od 14-ih majhnih trikotnikov je 1/4 dolžine apoteme.
Točen algebrski izraz prek polinoma {\displaystyle x{3}+x{2}-2x\,} (ena od njegovih ničel je {\displaystyle 2\cos {\tfrac {2\pi }{7}}}):186–187 je dan z:
{\displaystyle p={\frac {1}{4}}{\sqrt {{\frac {7}{3}}\left(35+2{\sqrt[{3}]{196(13-3i{\sqrt {3}})}}+2{\sqrt[{3}]{196(13+3i{\sqrt {3}})}}\right)}}a^{2}\!\,,}
kjer je {\displaystyle i\,} imaginarna enota.
Ploščina pravilnega sedemkotnika s polmerom očrtane krožnice {\displaystyle R\,\!} je:
{\displaystyle p={\frac {7}{2}}R^{2}\sin {\frac {2\pi }{7}}\approx 2,73641R^{2}\!\,.}
Ploščina očrtanega kroga je {\displaystyle \pi R^{2}\,}, tako da ga pravilni sedemkotnik napolni približno za vrednost:
{\displaystyle {\frac {7\sin {\frac {2\pi }{7}}}{2\pi }}\approx 0,87103\!\,.}

## Konstrukcija
Pravilnega sedemkotnika se ne da skonstruirati z ravnilom in šestilom. Obstaja pa več približnih geometrijskih konstrukcij.

## Simetrija
Pravilni sedemkotnik ima simetrijo Dih7, reda 14. Ker je 7 praštevilo, obstaja ena podgrupa z diedrsko simetrijo: Dih1, in 2 simetriji ciklične grupe: Z7 in Z1. 
Te 4 simetrije se lahko vidijo v 4-h različnih simetrijah sedemkotnika. Conway jih je označil s črko in z redom grupe. Polna simetrija pravilne oblike je r14 in nobena simetrija ni označena z a1. Diedrske simetrije so razdeljene glede na to ali potekajo skozi oglišča (d za diagonalo) ali stranice (p za pravokotnice), in i kadar premice zrcaljenj potekajo skozi oglišča in stranice. Ciklične simetrije v srednjem stolpcu so označene z g za njihove središčne redove giracij.
Vsaka simetrija podgrupe dovoljuje eno ali več prostostnih stopenj za nepravilne oblike. Le podgrupa g7 nima prostostnih stopenj in se jo ima lahko za usmerjene stranice.

## Pokritja
Sedemkotnik pravilno ne pokrije evklidske ravnine v celoti in največja gostota pokritja je enaka:
{\displaystyle {\frac {2}{97}}\left(-111+492\cos \left({\frac {\pi }{7}}\right)-356\cos ^{2}\left({\frac {\pi }{7}}\right)\right)=0,89269068\ldots \!\,.}
Sedemkotnik lahko pokrije hiperbolično ravnino, kot je razvidno v Poincaréjevem krožnem modelu.

## Galerija
- Sedemkotnik na kaktusu
- Slaščica iz Ayerbeja
- Dvorazsežni načrt sedemkotniške fortifikacije, Alain Manesson Mallet, Les Travaux de Mars ou l'Art de la Guerre, 1696
- Sedemkraka zvezda na cistercijanskem samostanu Beaulieu-en-Rouergue v Ginalsu
- Geometrijski problem površine sedemkotnika razdeljenega na trikotnike na glineni ploščici, ki je pripadala šoli za pisanje, Susa, prva polovica 2. tisočletja pr. n. št.